# Collegio uninominale Lazio 2 - 02 (2020)
Il collegio elettorale uninominale Lazio 2 - 02 è un collegio elettorale uninominale della Repubblica Italiana per l'elezione della Camera dei deputati.

## Territorio
Come previsto dalla legge n. 51 del 27 maggio 2019, il collegio è stato definito tramite decreto legislativo all'interno della circoscrizione Lazio 2.
È formato dal territorio dell'intera provincia di Rieti (73 comuni), da 12 comuni della provincia di Viterbo: Calcata, Carbognano, Castel Sant'Elia, Civita Castellana, Corchiano, Fabrica di Roma, Faleria, Gallese, Monterosi, Nepi, Vallerano e Vignanello e da 30 comuni della città metropolitana di Roma Capitale: Anguillara Sabazia, Bracciano, Campagnano di Roma, Canale Monterano, Capena, Castelnuovo di Porto, Civitella San Paolo, Fiano Romano, Filacciano, Formello, Magliano Romano, Manziana, Mazzano Romano, Monteflavio, Montelibretti, Monterotondo, Montorio Romano, Moricone, Morlupo, Nazzano, Nerola, Palombara Sabina, Ponzano Romano, Riano, Rignano Flaminio, Sacrofano, Sant'Angelo Romano, Sant'Oreste, Torrita Tiberina e Trevignano Romano.
Il collegio è parte del collegio plurinominale Lazio 2 - 01.

## Eletti
| Elezione | Elezione | Deputato          | Partito           |
| -------- | -------- | ----------------- | ----------------- |
|          | 2022     | Paolo Trancassini | Fratelli d'Italia |

## Dati elettorali

### XIX legislatura
Come previsto dalla legge elettorale, 147 deputati sono eletti con sistema a maggioranza relativa in altrettanti collegi uninominali a turno unico.
| Candidati                                 | Candidati                   | Voti    | %     | Liste                          | Voti    | %     |
| ----------------------------------------- | --------------------------- | ------- | ----- | ------------------------------ | ------- | ----- |
|                                           | Paolo Trancassini ✔️ Eletto | 109 690 | 51,02 | Fratelli d'Italia              | 75 780  | 35,24 |
| Lega per Salvini Premier                  | Paolo Trancassini ✔️ Eletto | 109 690 | 51,02 | 17 104                         | 7,95    |       |
| Forza Italia                              | Paolo Trancassini ✔️ Eletto | 109 690 | 51,02 | 15 688                         | 7,30    |       |
| Noi moderati/Lupi - Toti - Brugnaro - UDC | Paolo Trancassini ✔️ Eletto | 109 690 | 51,02 | 1 118                          | 0,52    |       |
|                                           | Alessandra Clementini       | 49 555  | 23,05 | Partito Democratico-IDP        | 36 069  | 16,78 |
| Alleanza Verdi e Sinistra                 | Alessandra Clementini       | 49 555  | 23,05 | 7 024                          | 3,27    |       |
| +Europa                                   | Alessandra Clementini       | 49 555  | 23,05 | 5 127                          | 2,38    |       |
| Impegno Civico - Centro Democratico       | Alessandra Clementini       | 49 555  | 23,05 | 1 335                          | 0,62    |       |
|                                           | Roberto Casanica            | 30 685  | 14,27 | Movimento 5 Stelle             | 30 685  | 14,27 |
|                                           | Vincenzo Marcorelli         | 13 215  | 6,15  | Azione - Italia Viva - Calenda | 13 215  | 6,15  |
|                                           | Alessio Catoni              | 4 346   | 2,02  | Italexit                       | 4 346   | 2,02  |
|                                           | Sara Marocchi               | 3 823   | 1,78  | Unione Popolare                | 3 823   | 1,78  |
|                                           | Nicoletta Carotti           | 3 701   | 1,72  | Italia Sovrana e Popolare      | 3 701   | 1,72  |
| Totale                                    | Totale                      | 215 015 | 100   |                                | 215 015 | 100   |
|                                           |                             |         |       |                                |         |       |
| Schede bianche                            | Schede bianche              | 2 848   | 1,27  |                                |         |       |
| Schede nulle                              | Schede nulle                | 6 227   | 2,78  |                                |         |       |
| Votanti                                   | Votanti                     | 224 090 | 65,91 |                                |         |       |
| Elettori                                  | Elettori                    | 339 991 |       |                                |         |       |